# The Cherrytree Sessions (Lady Gaga)
The Cherrytree Sessions è il primo EP della cantautrice statunitense Lady Gaga, pubblicato il 3 febbraio 2009 in Nord America dalla Interscope. In realtà, la cantante aveva pubblicato in precedenza un altro EP, Red and Blue, con il suo vero nome Stefani Germanotta, ma The Cherrytree Sessions è il primo EP pubblicato con il nome d'arte di Lady Gaga.
Il disco ha ricevuto recensioni generalmente positive da parte della critica, che ha elogiato le capacità vocali della cantante.

## Descrizione
Il disco include tre tracce: una versione acustica di Poker Face, una breve interpretazione di Just Dance e una versione in modalità beatboxing del brano Eh, Eh (Nothing Else I Can Say). L'album è stato registrato da Lady Gaga durante una sua visita negli uffici dell'etichetta discografica Cherrytree Records, ramo della Interscope. L'EP è stato pubblicato inizialmente solo presso i negozi "Borders" e iTunes, prima di venire ristampato ad agosto del 2010. Un video delle esibizioni dal vivo è stato pubblicato sul sito dell'etichetta. 
Un video della visita di Lady Gaga alla Cherrytree House è stato pubblicato sul sito ufficiale della Cherrytree Records. Il video comincia con Gaga e Space Cowboy sorprendere il capo dell'etichetta Martin Kierszenbaum nel suo ufficio. Dopo aver parlato dei propri viaggi internazionali, Gaga esegue una versione acustica di Brown Eyes al pianoforte, dove si era esibita per Kierszenbaum la prima volta che si incontrarono. Lei e Space Cowboy quindi eseguono una versione semplificata di Just Dance sulle loro tastiere, prima che Gaga sia ritornata al pianoforte per eseguire una versione acustica di Poker Face.

## Pubblicazione
The Cherrytree Session era già stato reso disponibile per il download il 31 gennaio 2009 sul Myspace ufficiale di Lady Gaga, ma la sua pubblicazione ufficiale è avvenuta il 3 febbraio 2009 su iTunes; esattamente un mese dopo, il 3 marzo 2009, l'EP è stato distribuito in formato CD solamente nei negozi statunitensi e canadesi.
Nei negozi italiani è stato distribuito come formato CD nel 2010.

## Accoglienza
| Recensione     | Giudizio |
| -------------- | -------- |
| Bloomberg L.P. | [ 7 ]    |
| Daily Express  | [ 8 ]    |

Mark Beech di Bloomberg L.P. diede a The Cherrytree Sessions una recensione positiva, assegnandogli tre stelle su quattro. elogiando le abilità canore di Gaga e rilevando che l'EP "mostra che Lady Gaga non è solo minigonne infiammabili e reggiseni lanciafiamme". Simon Gage del Daily Express diede all'album tre stelle su cinque, esprimendo stupore per le capacità canore della cantante. "Spesso nascosta sotto quegli ignobili Eurobeats orecchiabili", ha osservato "in queste ultime versioni più semplici di Poker Face e Just Dance, la sua voce ha maggior possibilità di risplendere, come lo fanno le canzoni."
The Cherrytree Sessions ha debuttato alla quarantacinquesima posizione nella classifica messicana raggiungendo la sua massima posizione la settimana seguente al trentaduesimo posto. Secondo Nielsen SoundScan il disco ha venduto 9 000 copie nel suolo statunitense.

## Tracce
1. Poker Face (Live at The Cherrytree House Piano & Voice Version) – 3:38 (Lady Gaga, RedOne)
2. Just Dance (Live at The Cherrytree House Stripped Down Version) – 2:05 (Lady Gaga, RedOne, Aliaune Thiam)
3. Eh, Eh (Nothing Else I Can Say) (Electronic Piano & Human Beat Box Version) – 3:03 (Lady Gaga, Martin Kierszenbaum)

## Crediti
Crediti di The Cherrytree Sessions forniti da AllMusic:
- Mary Fagot – direttore artistico
- Vincent Herbert – produttore esecutivo, A&R
- Martin Kierszenbaum – compositore, produttore, A&R
- Lady Gaga – compositrice

- Meeno – fotografia
- RedOne – compositore, produttore
- Aliaune Thiam – compositore
- Tony Ugval – ingegnere dell'audio, missaggio

## Classifiche
| Classifica (2009) | Posizione massima |
| ----------------- | ----------------- |
| Messico           | 32                |

## Date di pubblicazione
| Paese                 | Data            | Formato               | Etichetta                                    | Nota   |
| --------------------- | --------------- | --------------------- | -------------------------------------------- | ------ |
| Canada                | 3 febbraio 2009 | Download digitale     | Universal                                    | [ 2 ]  |
| Stati Uniti d'America | 3 febbraio 2009 | Download digitale     | Streamline, Kon Live, Cherrytree, Interscope | [ 11 ] |
| Stati Uniti d'America | 3 marzo 2009    | CD                    | Streamline, Kon Live, Cherrytree, Interscope | [ 1 ]  |
| Stati Uniti d'America | 3 agosto 2010   | CD                    | Streamline, Kon Live, Cherrytree, Interscope | [ 3 ]  |
| Francia               | 3 agosto 2010   | CD                    | Streamline, Kon Live, Cherrytree, Interscope | [ 12 ] |
| Germania              | 3 agosto 2010   | CD                    | Streamline, Kon Live, Cherrytree, Interscope | [ 13 ] |
| Canada                | 10 agosto 2010  | CD                    | Universal                                    | [ 14 ] |
| Messico               | 10 agosto 2010  | CD, download digitale | Universal                                    |        |